# Luchtballon

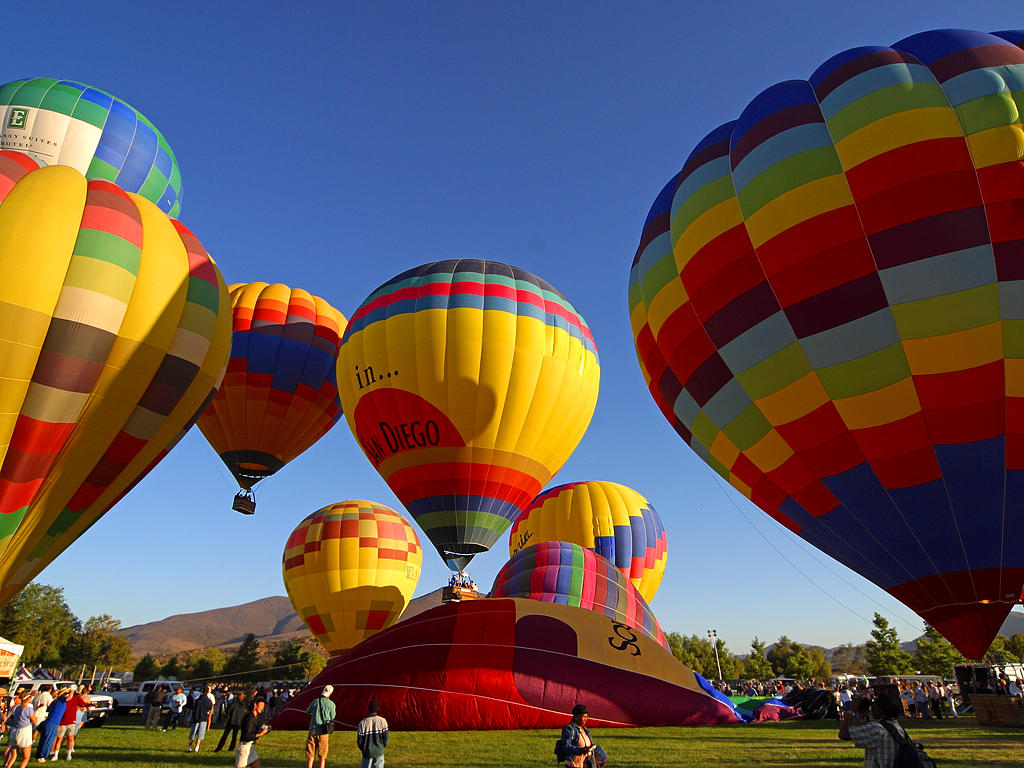
Heteluchtballon

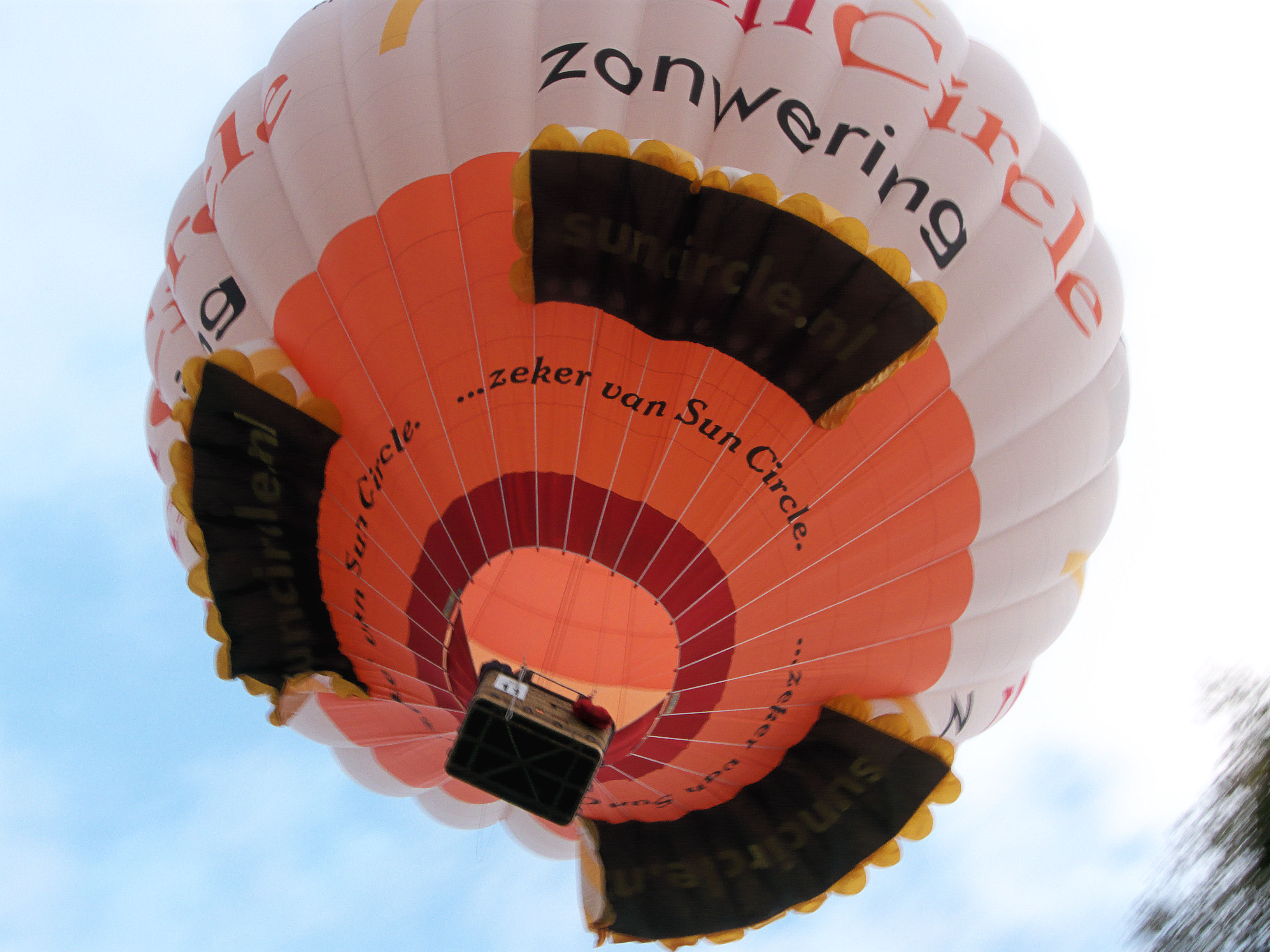
Heteluchtballon

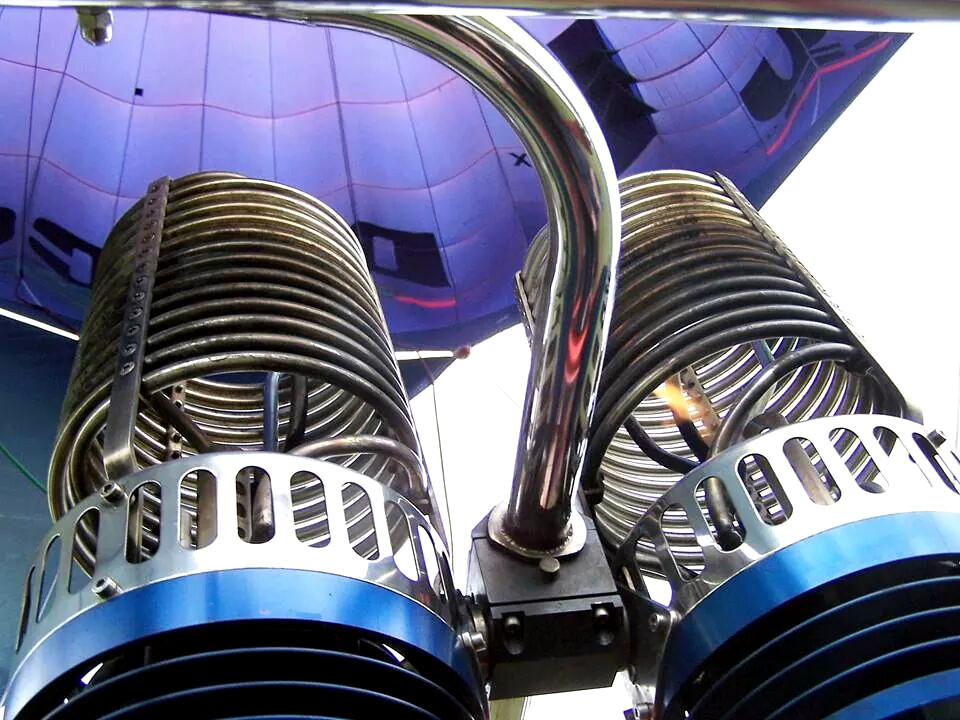
Brander

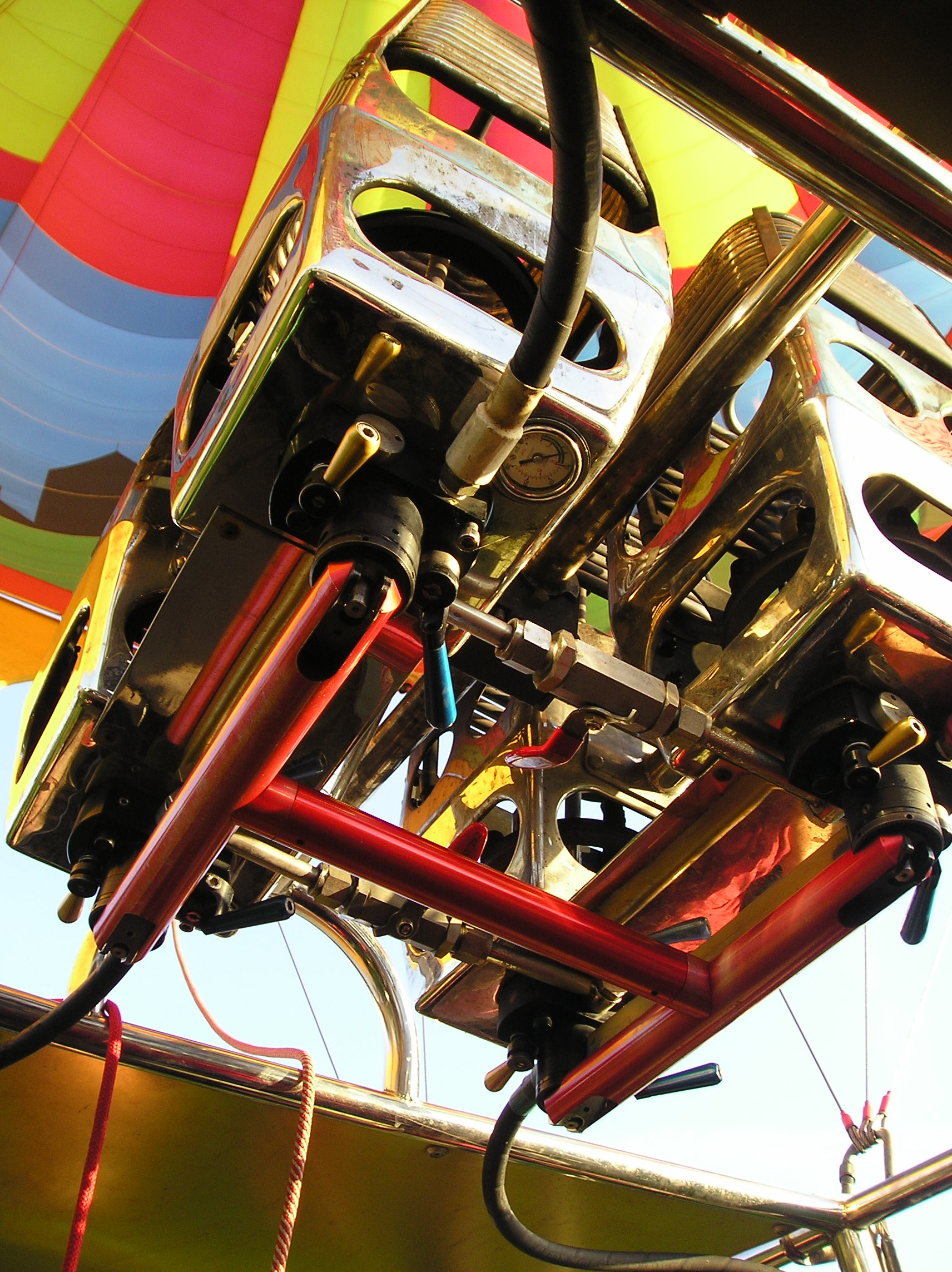
Brander

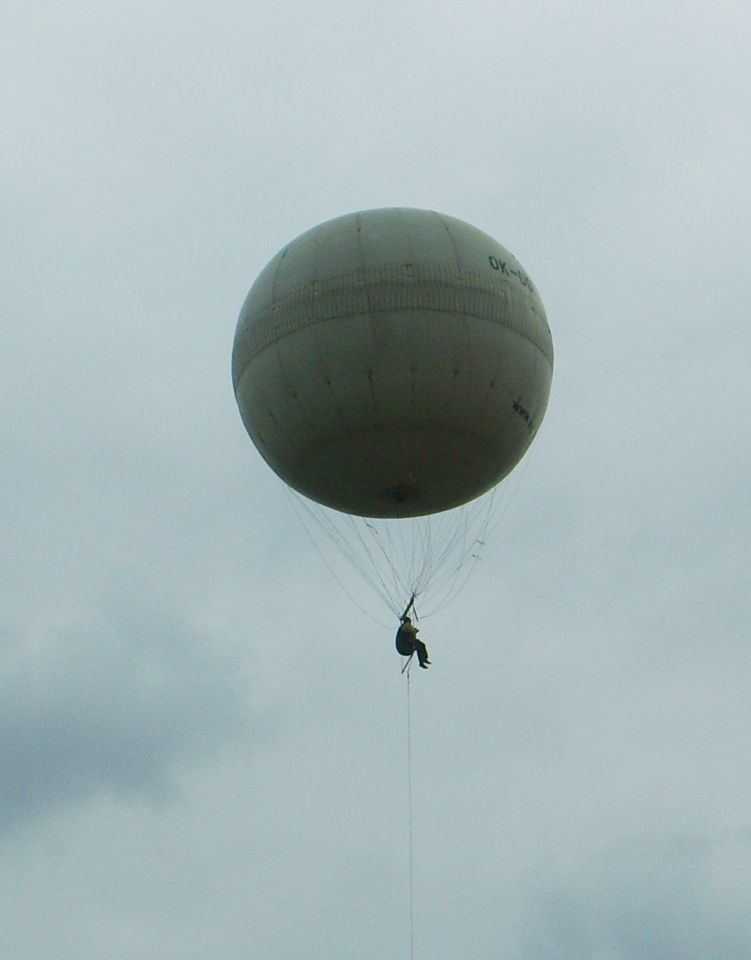
Heliumballon met stijgvermogen voor twee personen

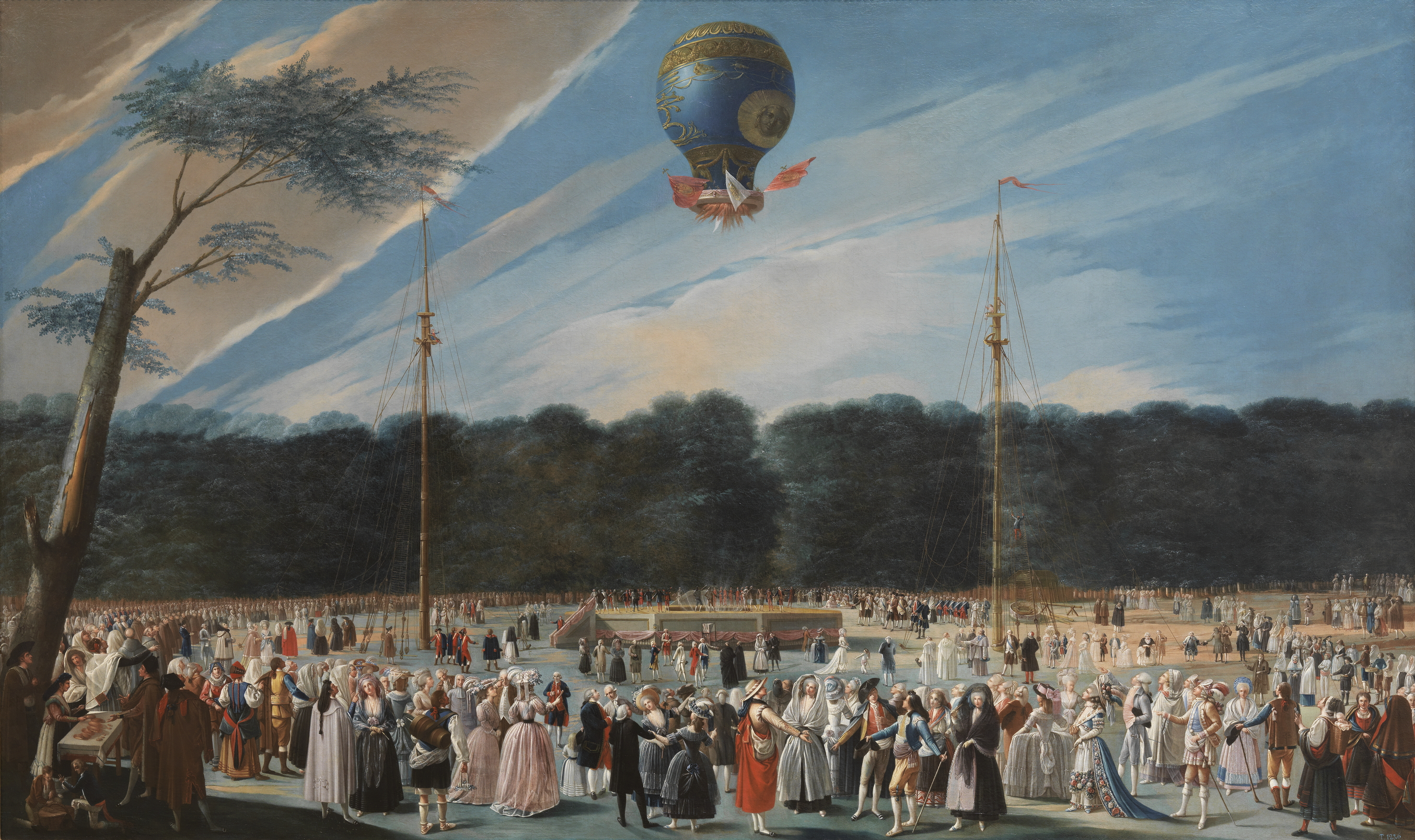
Een montgolfier-ballon stijgt op in Aranjuez, 1784

Een luchtballon of ballon is een bemand of onbemand luchtvaartuig dat opstijgt door een relatief groot, min of meer bolvormig reservoir van een licht en flexibel materiaal, met hefgas (verwarmde lucht of een sowieso licht gas). Een ballon is een niet-gemotoriseerde aerostaat, die wordt voortbewogen door de wind. De horizontale voortbeweging van de luchtballon hangt af van de windrichting, slechts de hoogte kan worden beïnvloed. Bij een windrichting die afhangt van de hoogte kan indirect de horizontale richting enigszins worden gestuurd door stijgen of dalen.
Bij een bemande ballon hangt aan het reservoir een mand of gondel die plaats biedt aan de passagiers. Bij een onbemande ballon kan aan het reservoir (meet)apparatuur hangen.
Een luchtschip  is gemotoriseerd, waardoor het zich ook horizontaal actief kan verplaatsen. Het is stijf en sigaarvormig voor een betere stroomlijn, wat bij een ballon niet nodig is.
In 2004 waren er in Nederland ongeveer 9000 ballonvaarten. Voor het gebruik van ballonnen geldt een aantal voorschriften zoals de vaarhoogten, het vermijden van gevoelige gebieden en de manier van landen en bergen van de ballon.

## Hete lucht
De lucht in een heteluchtballon wordt verhit tot een temperatuur van ongeveer 100 graden. De ballon is van boven bolvormig en heeft een trechtervormige opening aan de onderkant. Er bestaan echter ook special-shapes, die een afwijkende vorm kunnen hebben. Het omhulsel - de envelop - wordt voor de start op de grond uitgespreid, met de mand op zijn kant. Met een grote ventilator blaast men koude lucht naar binnen, waardoor de envelop bol gaat staan. Daarna ontsteekt men de gasbranders die de lucht in de ballon verhitten, zodat hij omhoog komt, de mand rechtop trekt en met de inmiddels ingestapte passagiers het luchtruim kiest.
Aan de mand van een heteluchtballon hangen geen zandzakken. Om te stijgen verhit de ballonvaarder de lucht in de ballon. Doet hij de gasbranders uit, dan zal de lucht langzamerhand afkoelen, zodat de ballon weer daalt. Eventueel kan het dalen versneld worden door een ventiel bovenin open te trekken, zodat de warme lucht sneller ontsnapt.
De gasbranders van een moderne heteluchtballon gebruiken propaan of lpg. Een nadeel van het gebruik van lpg is dat de vlam minder heet is en er dus meer gas verbruikt wordt tijdens de vaart dan wanneer men met zuiver propaan werkt. Een ander nadeel van het gebruik van lpg is dat het minder schoon is en geleidelijk aan een roetaanslag aan de binnenkant van de ballon zal veroorzaken, waardoor vooral de lichtere kleuren een grauwe aanblik zullen krijgen. Een voordeel van lpg is de gunstigere brandstofprijs.
Wanneer de buitentemperatuur erg laag is, kan de ballonvaarder ervoor kiezen om zijn gasflessen na het vullen met propaan af te persen met stikstof. Dit veroorzaakt een hogere druk in de fles waardoor er een grotere vlam ontstaat en de ballon sneller verwarmd wordt. Dit kan in sommige gevallen waarbij snel stijgen nodig is, veel gas en tijd sparen.
De gebroeders Montgolfier gebruikten een houtvuur en ze zorgden ervoor dat het vuur flink rookte, omdat ze dachten dat de rook voor de stijgkracht zorgde.
Omdat de meeste ballonvaartbedrijven vaarten van ongeveer een uur uitvoeren, nemen de ballonvaarders meestal een gasvoorraad mee voor zo'n anderhalf à twee uur. Hierdoor is de kans om zonder gas te zitten heel klein.

## Gas
Een duurdere methode is een gasballon. De envelop is meestal bolvormig, met een aanhangsel (de 'vulslurf') aan de onderkant. De vulslurf dient in de eerste plaats om de ballon met gas te vullen. Vroeger werd daarvoor vooral lichtgas gebruikt, omdat het gemakkelijk verkrijgbaar was. Lichtgas bevat onder andere waterstof en koolstofmonoxide; het is dus brandbaar en giftig. Tegenwoordig werkt men vaak met helium, dat absoluut veilig is, maar veel duurder. Na de start blijft de vulslurf open. De envelop is namelijk, in tegenstelling tot die van de speelgoedballon, niet van rekbaar materiaal, en het gas zal niet direct door de vulslurf ontsnappen. Stijgt de ballon echter, dan zet het gas uit door de verminderde luchtdruk en moet het kunnen ontsnappen, opdat de ballon niet barst.
Een gasballon heeft natuurlijk geen gasbranders. Om te stijgen moet de ballonvaarder ballast uitwerpen. Daarvoor hangen er meestal zakken met zand aan de mand. Om te dalen trekt de ballonvaarder aan het ventielkoord dat door de vulslurf naar het ventiel bovenin loopt; daardoor loopt er wat gas weg.
Een reis met een gasballon kan een hele dag duren, of zelfs meerdere dagen, maar door de kosten van de gasvulling zijn gasballonnen zeldzaam geworden.
Voor meer informatie over gassen die gebruikt kunnen worden voor het opstijgen van een ballon, zie het artikel hefgas.

## Rozièreballon
Een rozièreballon is een gasballon in een heteluchtballon. Het drijfvermogen komt hoofdzakelijk van de gasballon. De hete lucht dient alleen om het drijfgas te verwarmen en zo het drijfvermogen te verhogen. Dit is vooral praktisch bij nachtvaarten, als de zon het drijfgas in een ballon niet kan verwarmen. Deze ballonnen worden daarom veel gebruikt voor langeafstandsvluchten.

## Vergelijking
Heteluchtballonnen en gasballonnen hebben gemeen dat er gas voor nodig is, maar voor een heel ander doel. Een gasballon is gevuld met een licht, en liefst onbrandbaar, gas. De heteluchtballon heeft gasbranders, meestal met propaan, om de lucht te verhitten. Propaan is brandbaar en niet bijzonder licht. Het verschil wordt in onderstaande tabel duidelijk gemaakt.
Strikt genomen is lucht ook een gas, maar het wordt meestal geen gas genoemd.
|                               | Gasballon                                   | Heteluchtballon               |
| ----------------------------- | ------------------------------------------- | ----------------------------- |
| Waar is het gas?              | In de envelop onder atmosferische druk      | In gasflessen onder hoge druk |
| Is het gas brandbaar?         | Liever niet (gevaarlijk)                    | Ja                            |
| Is het gas lichter dan lucht? | Ja                                          | Hoeft niet                    |
| Soort gas                     | Vroeger lichtgas of waterstof, thans helium | Propaan of lpg                |

## Geschiedenis

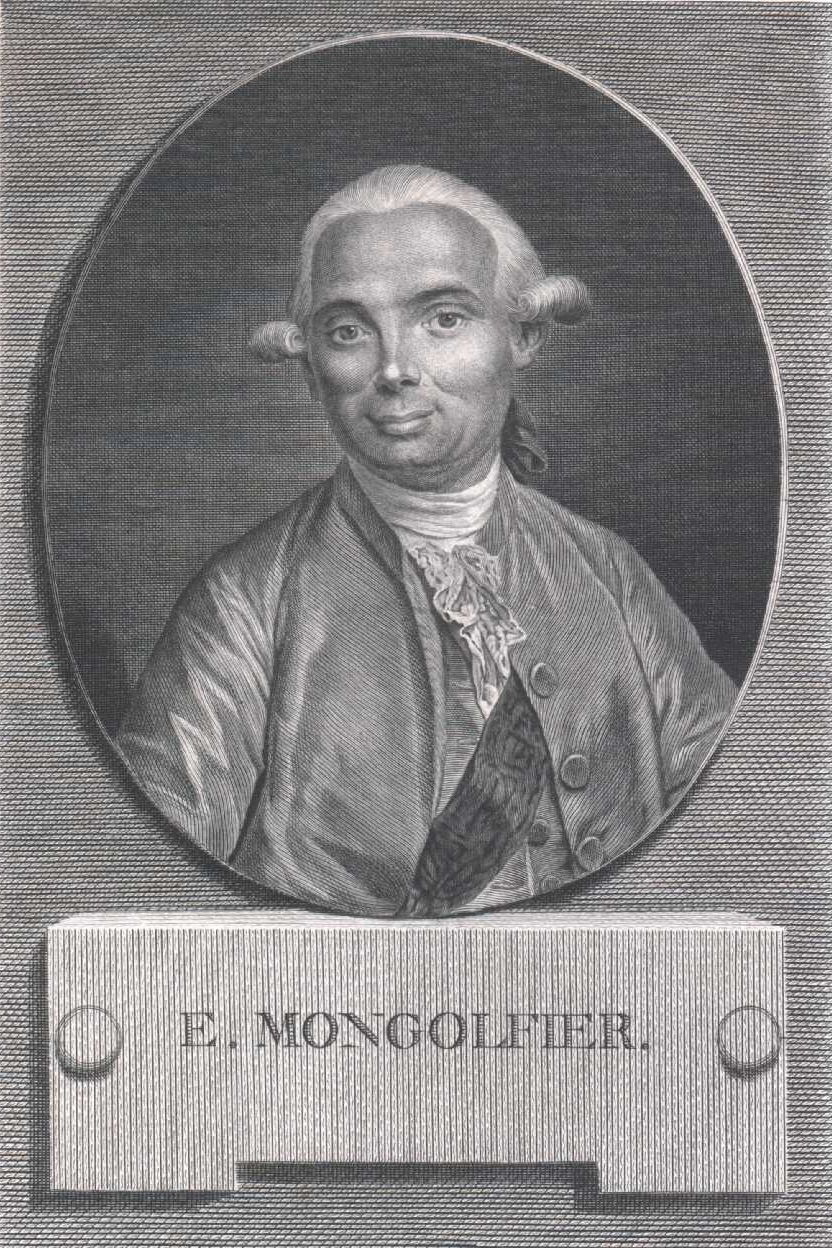
Étienne Montgolfier

De heteluchtballon werd op 4 juni 1783 door Joseph en Étienne Montgolfier publiek gedemonstreerd in Annonay, het stadje waar hun papierfabriek stond. Hun ballon was van doek gemaakt en gevoerd met wit papier. Het papier was bestreken met aluin als brandwerende laag en het werd bijeengehouden met ongeveer 2000 knopen. De ballon was onbemand en overbrugde een afstand van 2 km.
Op 19 september 1783 lieten de broers de eerste ballon met passagiers opstijgen. De vaart van een schaap, een haan en een eend vertrok vanuit Versailles en duurde 8 minuten. De ballon, beplakt met behang, bereikte een maximale hoogte van 500 meter en vloog 3,5 km ver. Het voorstel om een koe op te laten stijgen, zodat er nog vlees zou zijn als de "machine" te pletter viel, haalde het niet.
Het volgende experiment bracht voor het eerst mensen in het luchtruim: aan de Parijse manufactuur van Jean-Baptiste Réveillon stegen Jean-François Pilâtre de Rozier en André Giroud de Villette 400 voet hoog aan een captieve (met touw beveiligde) ballon.
Op 21 november 1783 maakten voor het eerst in de geschiedenis twee mensen een vrije luchtreis, namelijk Jean-François Pilâtre de Rozier en markies François Laurent d'Arlandes. Het vaartuig, dat opsteeg vanop het Château de la Muette, bereikte een hoogte van 90 meter. Na 25 minuten landde de ballon veilig 8 km verderop. Op 1 december 1783 steeg de eerste bemande waterstofballon op. Jacques Charles was de uitvinder en een van de passagiers. In Lyon lanceerde Joseph Montgolfier op 19 januari 1784 de reusachtige Flesselles, maar het was geen onverdeeld succes. Beter verging het op 4 juni de Gustave, die met Élisabeth Tible ook de eerste vrouwelijke ballonvaarder aan boord had. Het volgende jaar, op 7 januari 1785, staken de Fransman Jean-Pierre Blanchard en de Amerikaan John Jeffries het Kanaal over. 
Nicolas-Jacques Conté stelde voor de ballonnen aan te wenden voor oorlogsdoeleinden en kreeg in 1793 toestemming een instituut op te richten in Meudon. De opgerichte luchtmachteenheid kreeg de naam Compagnie d'aérostiers. Bij het beleg van Maubeuge (1793) en in de Slag bij Fleurus (1794) werd voor het eerst een luchtballon ingezet voor militaire luchtverkenning.
Op 11 augustus 1978 werd met de heliumballon Double Eagle II in zes dagen tijd de Atlantische Oceaan overgestoken. Gedurende deze tijd werd een afstand van 5000 km afgelegd. 
In september 1986 werd deze tijd ruimschoots verbeterd door de Nederlandse Rozière-ballon Dutch Viking, met aan boord het ballonvaardersechtpaar Henk en Evelien Brink, samen met F-16-vlieger Willem Hageman, die de overtocht maakte binnen 52 uur.
In maart 1999 was de Breitling Orbiter de eerste ballon die non-stop rond de wereld vloog, na een tocht van 20 dagen en een afgelegde afstand van 41.000 km.

### België
In de Zuidelijke Nederlanden kwam er al op 20 november 1783 een eerste wapenfeit in de ballonvaart. Op het Arenbergkasteel in Heverlee lieten Jan Pieter Minckelers en hertog Lodewijk Engelbert van Arenberg met succes een onbemande ballon opstijgen. Het tuig, niet veel meer dan een halve meter hoog, was gemaakt uit goudslagersvlies en werd aangedreven door steenkoolgas, een alternatief voor het verbranden van wol en stro door de gebroeders Montgolfier of het waterstofgas van Jacques Charles. De ballon kwam ruim 20 km verder neer in Zichem.
Het duo voerde op 8 februari 1784 een nieuw experiment uit in het Brusselse Egmontpaleis met een ballon van dertig voet hoog. In de volgende maanden lanceerden ze in Antwerpen en opnieuw Heverlee. Anderen organiseerden dat jaar onbemande vluchten in Luik, Oostende, Leuven, Brussel en Ieper.
Prins Charles de Ligne was op 19 januari 1784 de eerste niet-Fransman in het luchtruim, aan boord van Le Flesselles. In april van dat jaar financierde hij een ballonvlucht vanaf de Grote Markt van Bergen.

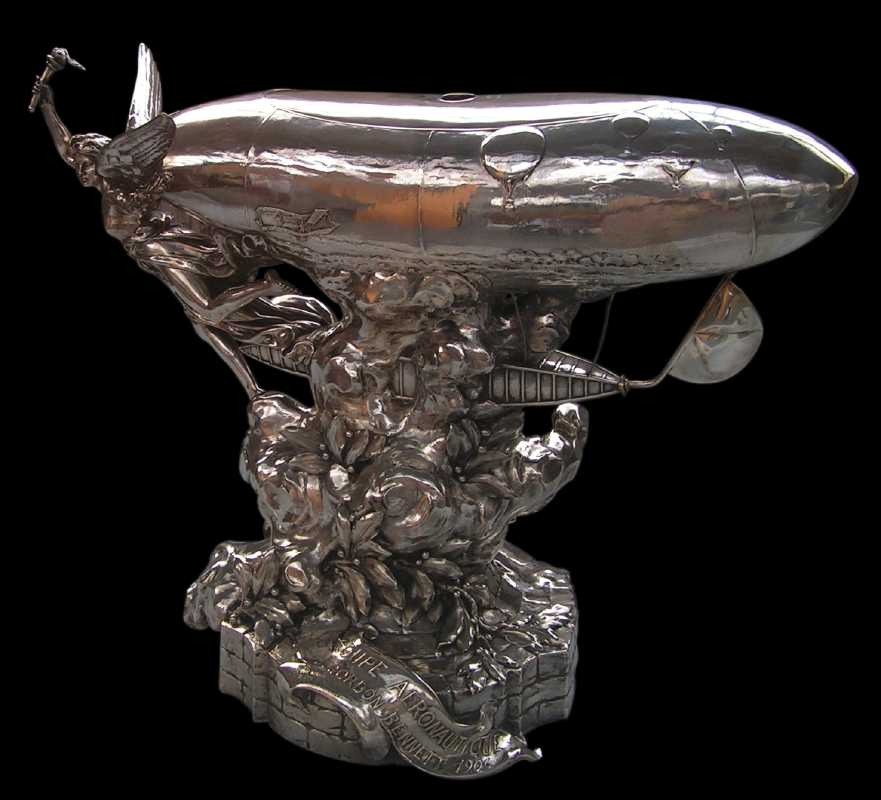
De Gordon-Bennett-trofee die Demuyter na drie opeenvolgende overwinningen mocht meenemen

De eerste bemande vlucht op Belgisch grondgebied werd uitgevoerd op 19 november 1785 door de Franse pionier Jean Pierre Blanchard. De hond die hij uitwierp aan een parachute kwam veilig neer in Wachtebeke, maar hij kwam zelf in de problemen en moest uiteindelijk voor Hontenisse worden opgevist uit de Scheldemonding. Ook Brussel en Luik vermaakte hij het volgende jaar met zijn kunnen. Omdat neerkomende ballonnen brandgevaar opleverden voor huizen en akkers, kwam er op 26 mei 1786 een landelijk verbod, met de Ordonnantie van den keyser, raekende de ballons ofte locht-tuygen met vuer, genoemt montgolfieres.
Op 26 juni 1794 observeerde de Franse kapitein Jean-Marie-Joseph Coutelle vanuit L'Entreprenant, een waterstofballon van negen meter in doorsnede, het slagveld bij Fleurus.
De Luikse wetenschapper Étienne-Gaspard Robert en zijn student Auguste Lhoëst vestigden op 18 juli 1803 een hoogterecord in Hamburg. Aan de hand van barometergegevens berekende Robert dat ze tot 7280 meter waren gestegen. Zij waren dan ook de eersten die ernstige hoogteziekte doormaakten.
In Antwerpen voerde Sophie Blanchard op 23 november 1806 een solovlucht uit. Ze landde in een veld tussen Rijkevorsel en Hoogstraten.
De pionier-luchtfotograaf Nadar maakte op 26 september 1864 in België de vierde vlucht met zijn Géant. Ook nu weer kwam hij minder ver dan gehoopt. Hij steeg op aan de Kruidtuin in Brussel en maakte een noodlanding in Sint-Juliaan bij Ieper.
Een van de eerste Belgische piloten was Frans De Pauw. Op de Antwerpse Rubensfeesten vloog hij op 27 augustus 1877 met zijn luchtballon Le Saturne. In 1901 werd de Aéro-Club de Belgique opgericht. Hoewel het vliegtuig al snel met de meeste aandacht ging lopen, professionaliseerde ook het ballonvaren. In de periode 1920-1937 won de Belgische ballonvaarder Ernest Demuyter vijf keer de afstandswedstrijd Coupe Aéronautique Gordon Bennett. 
De Zwitser Auguste Piccard deed aan de Université Libre de Bruxelles proefnemingen om de stratosfeer te bereiken en slaagde daar ook in. In 1931 steeg hij in de Alpen tot 15.781 meter en het volgende jaar tot 16.940 meter.

### Nederland

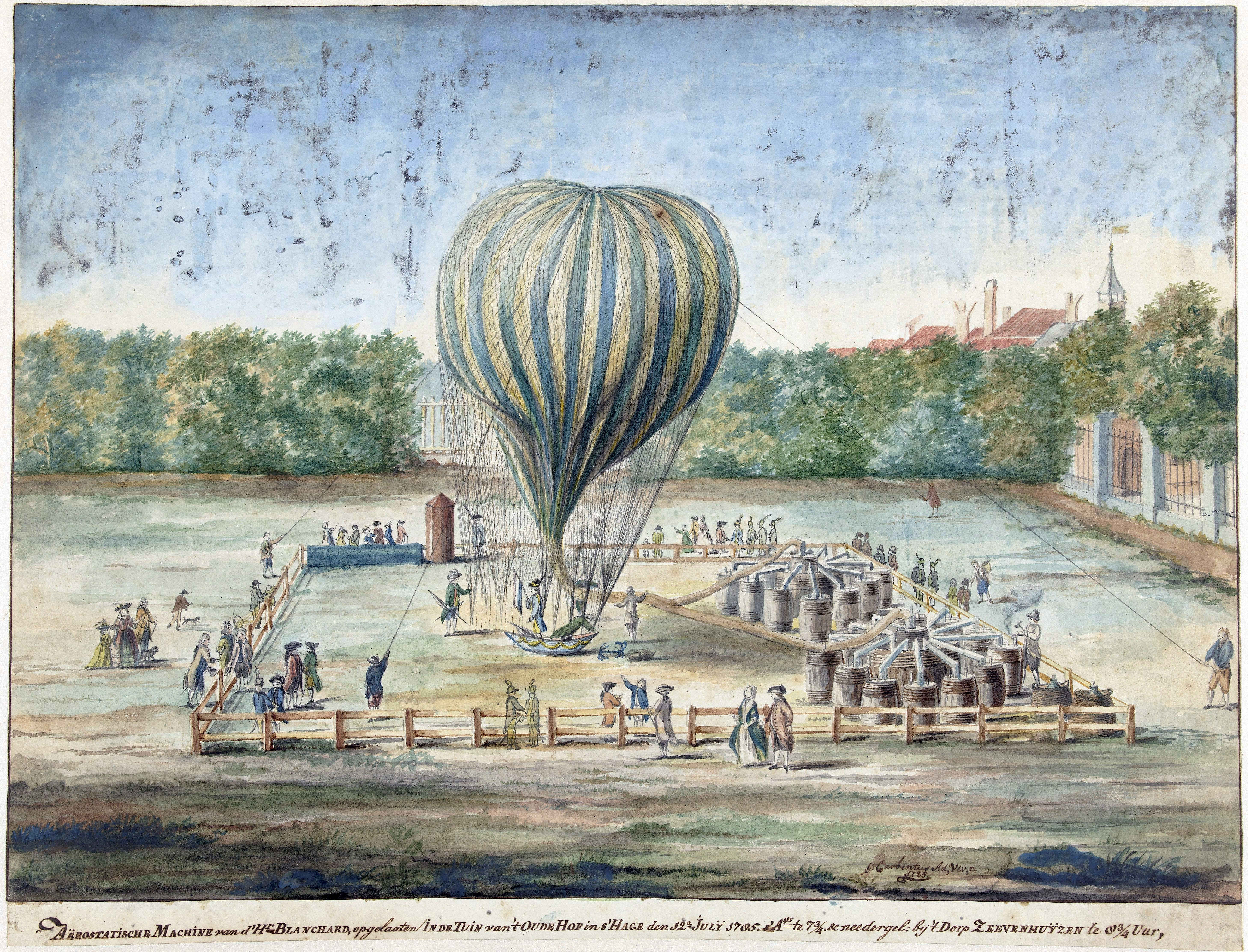
1785: bemande ballonvaart vanuit de paleistuin in Den Haag

De eerste, met gas gevulde, ballon werd in de ochtend van 27 november 1783 opgelaten door Johannes van Noorden vanaf het landgoed Rosenhof net buiten Rotterdam. Een paar dagen later, op 1 december, werd het experiment met publiek erbij herhaald. Bij de derde poging werd het touw waaraan de ballon vast zat losgesneden. Uiteindelijk werd de ballon op 20 december teruggevonden bij het dorp Lekkerkerk, zo'n 10 kilometer verder.
Daarna volgden anderen al snel. Daarbij werd zowel gas als hete lucht gebruikt. Zoals bijvoorbeeld in Groningen, waar de Groninger Courant op 19 maart 1784 berichtte dat Jan Modderman samen met Gerrit van Olst in Groningen een ballonvaart georganiseerd had. Vanaf een van de scheepswerven van de gebroeders Modderman werd een zelfgemaakte papieren heteluchtballon met daaraan een vogel in een kooi opgelaten om 15 kilometer verderop in het Drentse Bunne weer te landen.
Op 25 maart 1784 volgde een geslaagde ballonvaart in Amsterdam langs de Amstel. De ballon was rood-wit-blauw gekleurd. De experimenten zijn herhaald in Leiden en op 14 mei in Leeuwarden. De ballon werd door een troep jongens met stokken aangevallen en geheel vernield. Een mislukte ballonvaart op 20 juli 1785 bij de Utrechtse poort leidde tot een rel. De menigte begon met stenen en dakpannen te gooien naar de initiatiefnemer, die in een kroeg een goed heenkomen zocht.
De eerste bemande ballonvaart in Den Haag vond plaats op 12 juli 1785, uitgevoerd door Blanchard vanuit de paleistuin van paleis Noordeinde. Bij de landing nabij Zevenhuizen werd de ballon door woedende boeren kapotgeprikt.
De eerste ballonvaart in Nederland door een Nederlander vond plaats op 29 september 1804 door de Haarlemse fabrikant en instrumentmaker Abraham Hopman. Zijn aanvankelijke mislukte poging leverde hem de bijnaam Abraham Fopman op.
28  november 1870 kwam, per ongeluk, de eerste ballonpostvlucht aan in Nederland, nabij het plaatsje Castelré landde de Franse ballon Archimède met post uit het omsingelde Parijs (De Frans-Duitse Oorlog). Dit feit wordt herdacht met een monument in Castelré en een gevelsteen in het stadhuis van Baarle-Nassau. En 18 januari 1871 gebeurde het nogmaals dat een postballon met 85 kg post en drie ballonvaarders uit het belegerde Parijs ontsnapte en nabij Merselo landde. De bemanning was goed doorvoed en gaf aan dat er voldoende eten in Parijs was om het beleg nog wel een maand vol te houden. Op de plaats waar deze ballon landde, werd enkele jaren later een Ballonzuilmonument opgericht. Het bosgebied in de nabijheid staat tegenwoordig bekend als de Ballonzuilbossen.

## Hoogterecord
Een ballon kan een veel grotere hoogte bereiken dan enig ander luchtvaartuig en wordt alleen door raketten overtroffen.
Een ballon in de atmosfeer moet niet verward worden met een opblaasbare module in een baan om de Aarde.

### Heteluchtballon
De officieel als hoogste geregistreerde vlucht met een heteluchtballon vond plaats op 26 november 2005 door de Indiase zakenman Vijaypat Singhania. Met een 48 meter hoge heteluchtballon steeg de 67-jarige man om 06:45 uur (02:15 CET) in Mumbai op. Ongeveer drie uur later was hij op een hoogte van 21 291 m. Hiermee slaagde hij er niet in zijn doel, namelijk 21 336 m (70 000 voet) te bereiken, maar toch had hij het vorige record, dat in juni 1988 door Per Lindstrand in Plano (Texas) met 19 811 m gevestigd was, duidelijk verbeterd.
Volgens een BBC-verslaggever ter plaatse werd het opstijgen van de heteluchtballon voor de recordpoging begeleid door een band, waren er honderden toeschouwers en deed een nationale televisieomroep er verslag van.
De piloot bevond zich in een 560 kg zware aluminium cabine, ongeveer 2,7 bij 1,4 m groot. De cabine stond onder druk en was verwarmd om de piloot tegen de extreem lage druk en temperaturen van -93°C te beschermen. De ballon bevatte ongeveer 45 500 m³ lucht, die verhit werd door 18 branders die vanuit drie brandstoftanks gevoed werden. De piloot beschikte over VHF-radio, GPS en een satelliettelefoon. De ballon was ook voorzien van een mechanisme om in geval van nood met een parachute een noodlanding te kunnen maken.
De vaart duurde ongeveer 5 uur: drie uur waren nodig om de maximale hoogte te bereiken, de afdaling duurde ongeveer twee uur. De ballon landde in Panchale in het westen van India.

### Gasballon
De hoogste bemande vlucht met een gasballon werd op 24 oktober 2014 uitgevoerd door Alan Eustace die een hoogte van 41,42 km bereikte. Op die hoogte sprong hij vanuit de capsule onder de ballon naar beneden en verbeterde daarmee een ander record, namelijk voor de hoogste parachutesprong ooit. De vorige recordhouder was Felix Baumgartner met een sprong van 39 km.

## De vaart

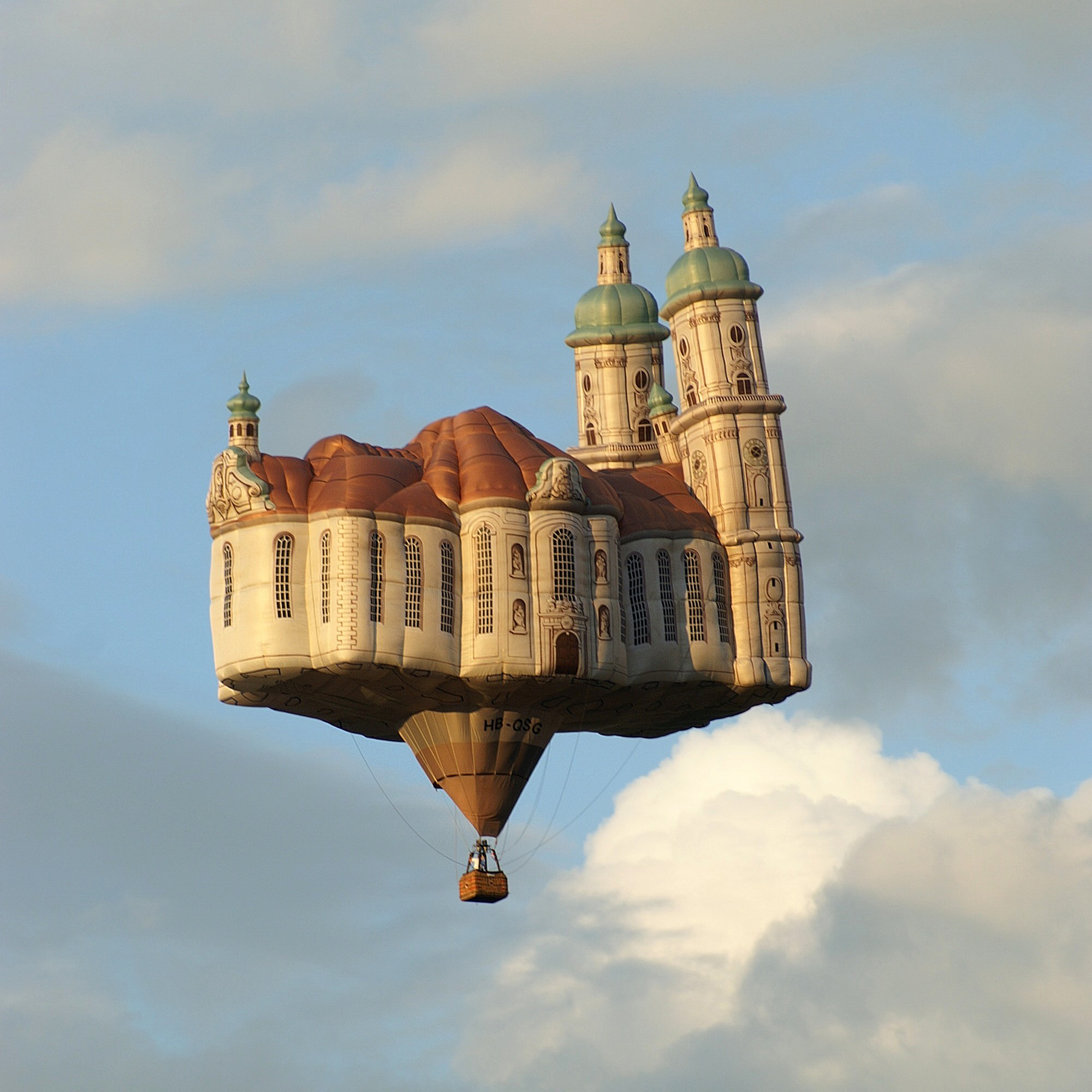
de Abdij van Sankt Gallen, vervaardigd in 2002

Een ballon drijft met de wind mee, en het is aan boord dan ook windstil. De passagiers kunnen in de mand de krant lezen of de kaart uitvouwen zonder last te hebben van de wind. Bij een eenvoudige ballonvaart met een heteluchtballon, waarbij geen spectaculaire hoogtes worden bereikt, is het nauwelijks nodig warme kleren aan te trekken. Omdat de landing onvoorspelbaar is, de mand zal door de wind vaak omvallen waarbij de passagiers in de modder zouden kunnen belanden, is het niet aan te bevelen in zondagse kleding te varen.

## Landen
Het landen van een luchtballon is complex en kan bemoeilijkt worden als er een harde wind staat. In principe is het landen het omgekeerde proces van het opstijgen. Door de lucht in de ballon minder frequent op te warmen met de brander koelt de lucht in de ballon af en gaat weer krimpen, waardoor de dichtheid (soortelijk gewicht) hoger wordt. Hierdoor zal de ballon minder snel stijgen en op een gegeven moment gaan dalen. Het proces kan versneld worden door een ventiel boven in de ballon te openen om hete lucht of gas te laten ontsnappen. Door de brander af en toe even aan te steken, kan de daalsnelheid van de ballon onder controle worden gehouden.
Bij een gasballon wordt de daling ingezet door het ventiel te openen, zodat er gas ontsnapt.
Meestal kiest de ballonvaarder voor de landing een weiland, liefst zonder vee, waar ruimte genoeg is om de ballon om te kiepen en de warme lucht of het gas te laten weglopen. Doordat de ballon met de wind meedrijft kan hij pas op het laatste moment beslissen waar hij zal landen, en dat is voor de grondeigenaar dus altijd onaangekondigd.
Kort voor de landing moet de daalsnelheid vertraagd worden, door snel nog even wat ballast uit te werpen (bij een gasballon) of de gasbranders aan te steken (heteluchtballon). Dit is een subtiel precisiewerk, omdat bij een teveel aan gewichts- of verhitting de ballon weer zal stijgen. Vroeger werd er een anker gebruikt maar daarmee werd soms veel schade aangericht.
Staat er veel wind, dan zal de ballon na de landing meteen omvallen, en de mand ook. Een gasballon heeft een scheurbaan, - een strook stof die boven in de omhulling is geplakt en met een ruk wordt losgetrokken zodat de ballon snel leegloopt.
Bij zwakke wind valt de ballon niet om. De ballonvaarder zal nu de omhulling niet leeg laten lopen, want dan krijgen de inzittenden het doek en de hete lucht over zich heen. De ballonvaarder houdt het gas warm en de passagiers moeten in de mand blijven om de ballon aan de grond te houden. Er wordt gewacht op de komst van de crew die de ballon omtrekt.

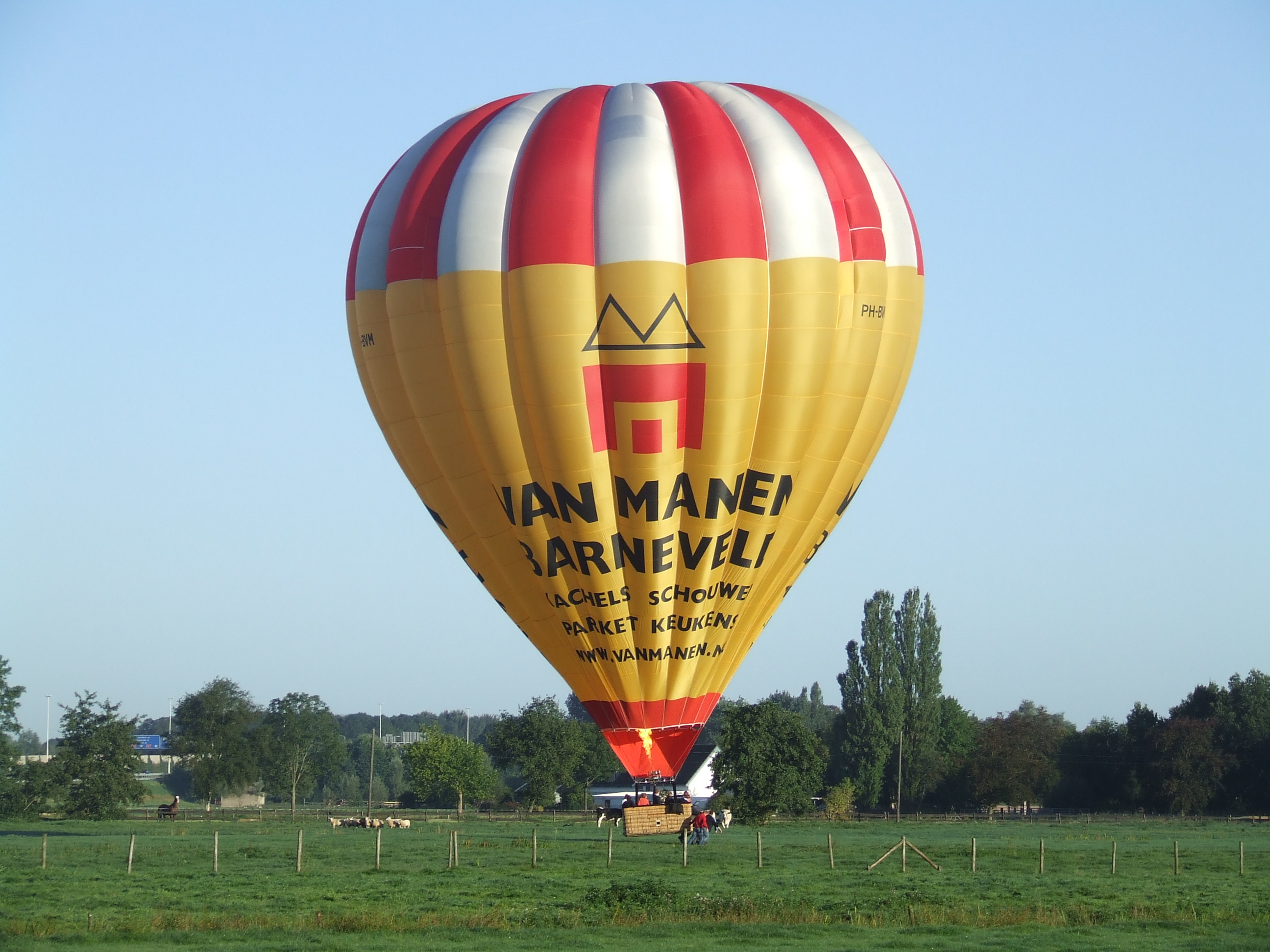
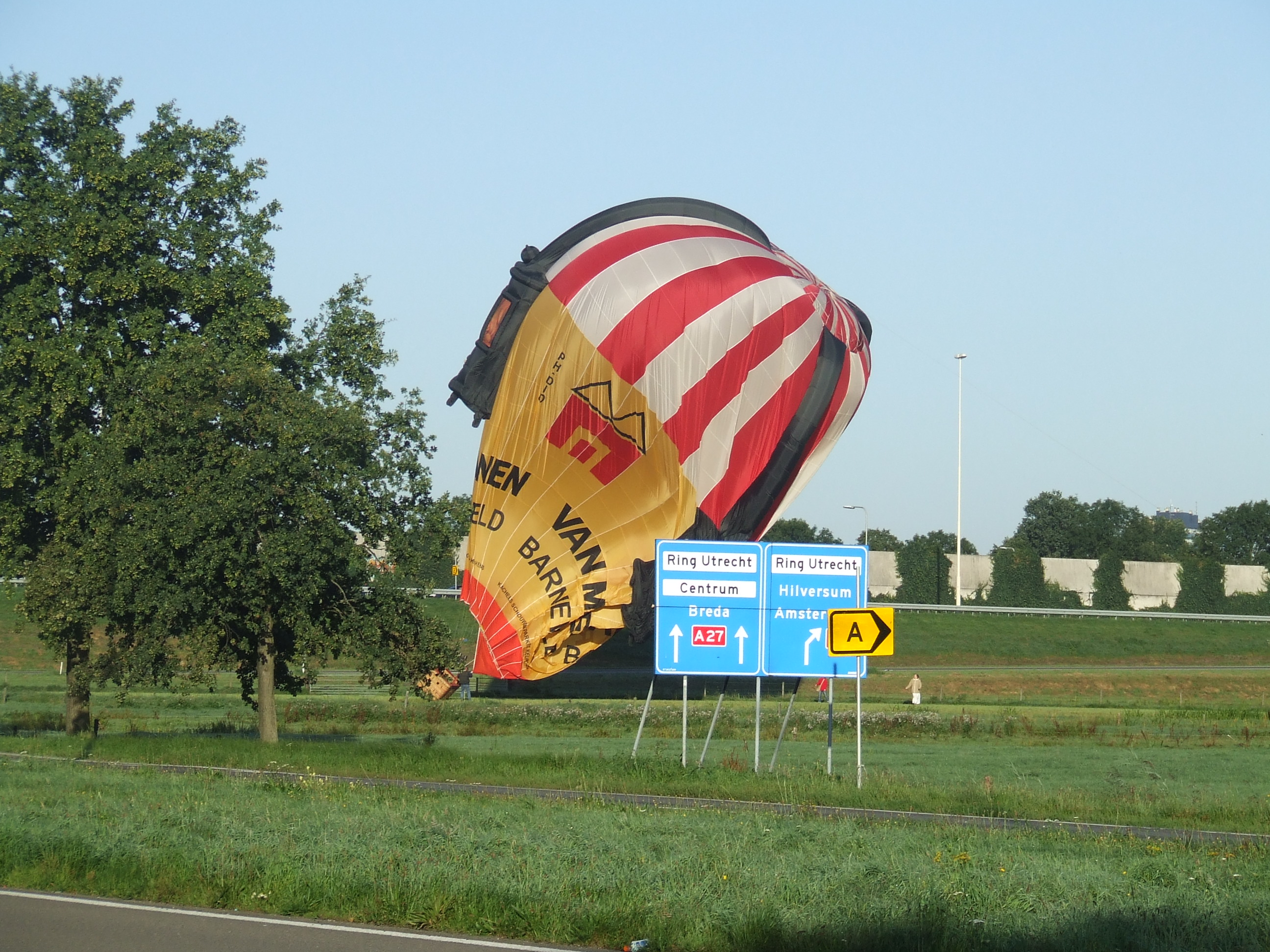
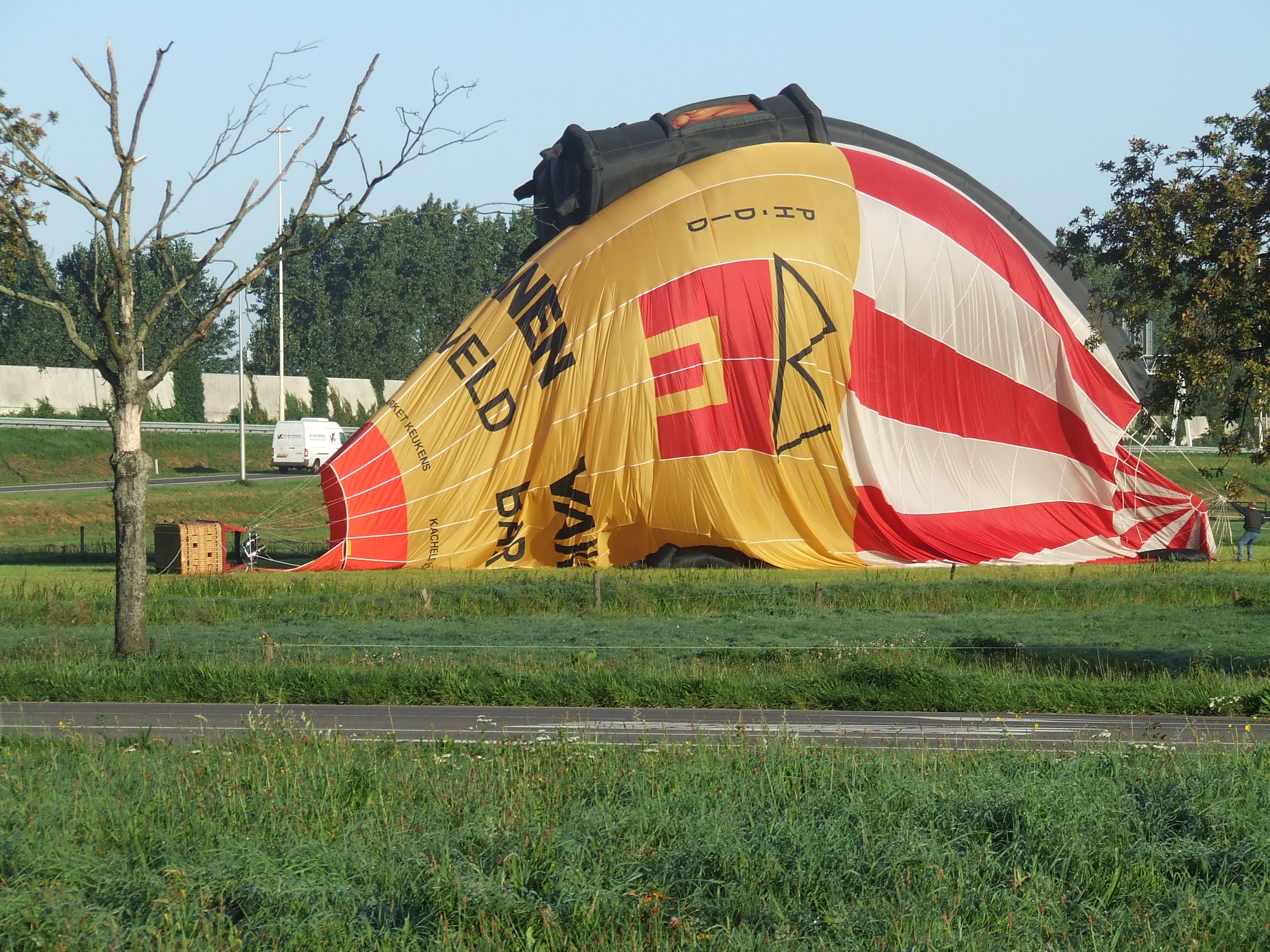
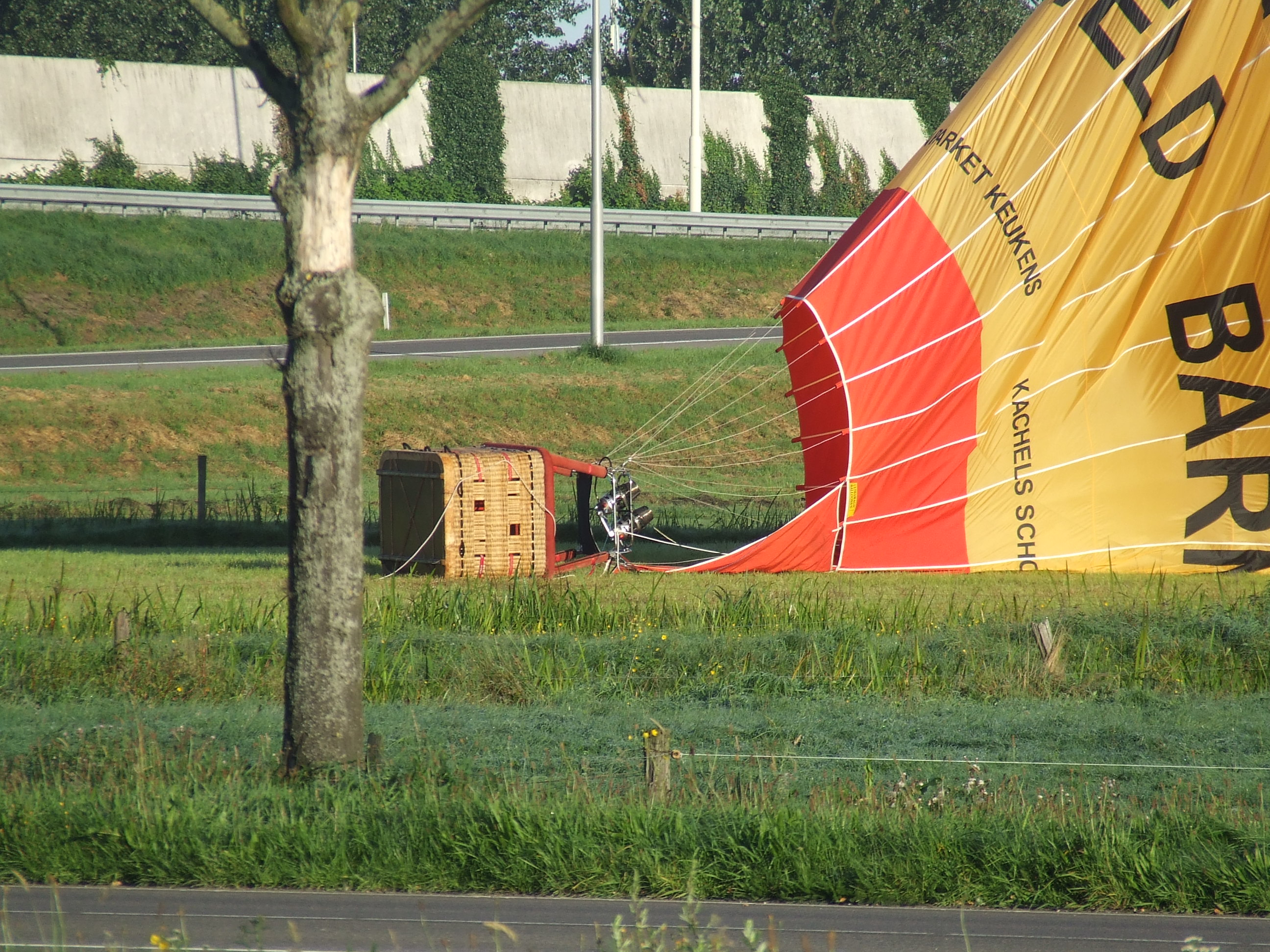

## Crew
Crew is ballonvaardersjargon voor teamleden. Een ballonteam bestaat uit een piloot en een of meer crewleden, meestal vrijwilligers. De crew assisteert bij het gereedmaken van de ballon. Ook de passagiers kunnen helpen. Nadat de ballon is opgestegen rijdt de crew er met auto en aanhangwagen achteraan. Een radioverbinding met de ballon maakt het makkelijker. Na de landing is de crew vaak de eerste die de landeigenaar spreekt. Nadat de ballon is ingepakt, zorgt de crew weer dat iedereen thuis wordt gebracht.

## Onbemande ballonnen
Voor onderzoek van hogere luchtlagen kan een onbemande ballon worden gebruikt. Dit geldt onder andere voor de weerballon, die tot zeer grote hoogte kan stijgen - veel hoger dan een vliegtuig. Een weerballon bestaat uit een flexibele latex-envelop, waarin helium of waterstofgas wordt gepompt. De weerballon wordt bij de vulopening zorgvuldig afgesloten, zodat geen gas uit de ballon kan ontsnappen. Door uitzetting tijdens het stijgen zal de ballon op een gegeven moment barsten. Voor langdurige onderzoeksmissies in de bovenlucht wordt de 'zero-pressure-ballon' toegepast, die openingen heeft waaruit overtollig gas kan ontsnappen, zodat de ballon op een bepaalde hoogte blijft zweven. Een dergelijke ballon wordt slechts gedeeltelijk met gas gevuld.
Ook telescopen worden wel in een ballon geplaatst om de invloed van de aardatmosfeer te verminderen. Dit is goedkoper dan een satelliet en de telescoop kan na afloop van de missie opnieuw gebruikt worden. Een voorbeeld is BOOMERanG (Balloon Observations Of Millimetric Extragalactic Radiation and Geophysics).

### Aerostat (bewaking)
Statische luchtballonnen kunnen ook gebruikt worden als grondbewakingssysteem op lage hoogte. Voorlopers waren al bekend in de jaren 1930. Vanaf 1984 ontstond het Amerikaans Tethered Aerostat Radar System (TARS), dat gebruik maakt van aerostats (aan kabels vastgemaakte ballonnen) als radarplatforms, bedoeld voor het onderscheppen van smokkelaars en drugshandelaars aan de grens met Mexico. Gelijkaardige systemen kunnen ook uitgerust zijn met camera’s en communicatie-apparatuur, voor de bewaking van gevoelige militaire posities of civiele installaties.

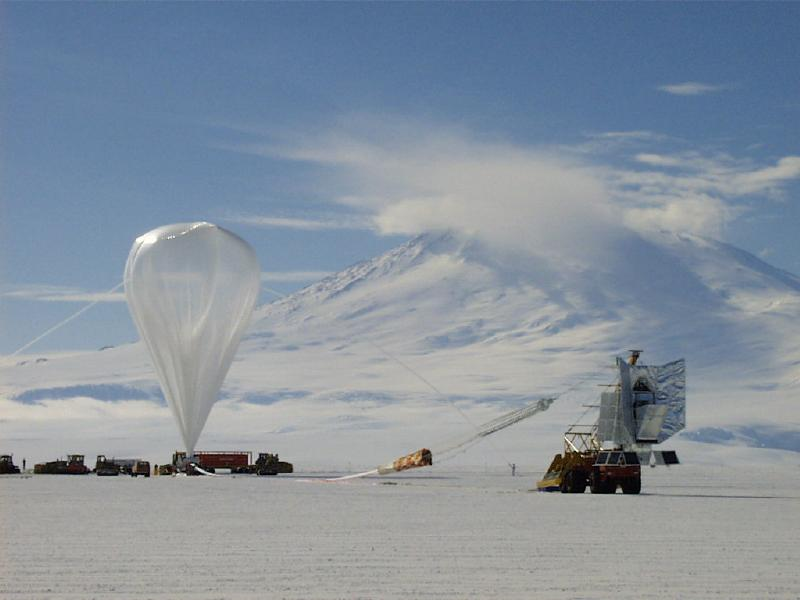
De BOOMERanG telescoop kort voor de start
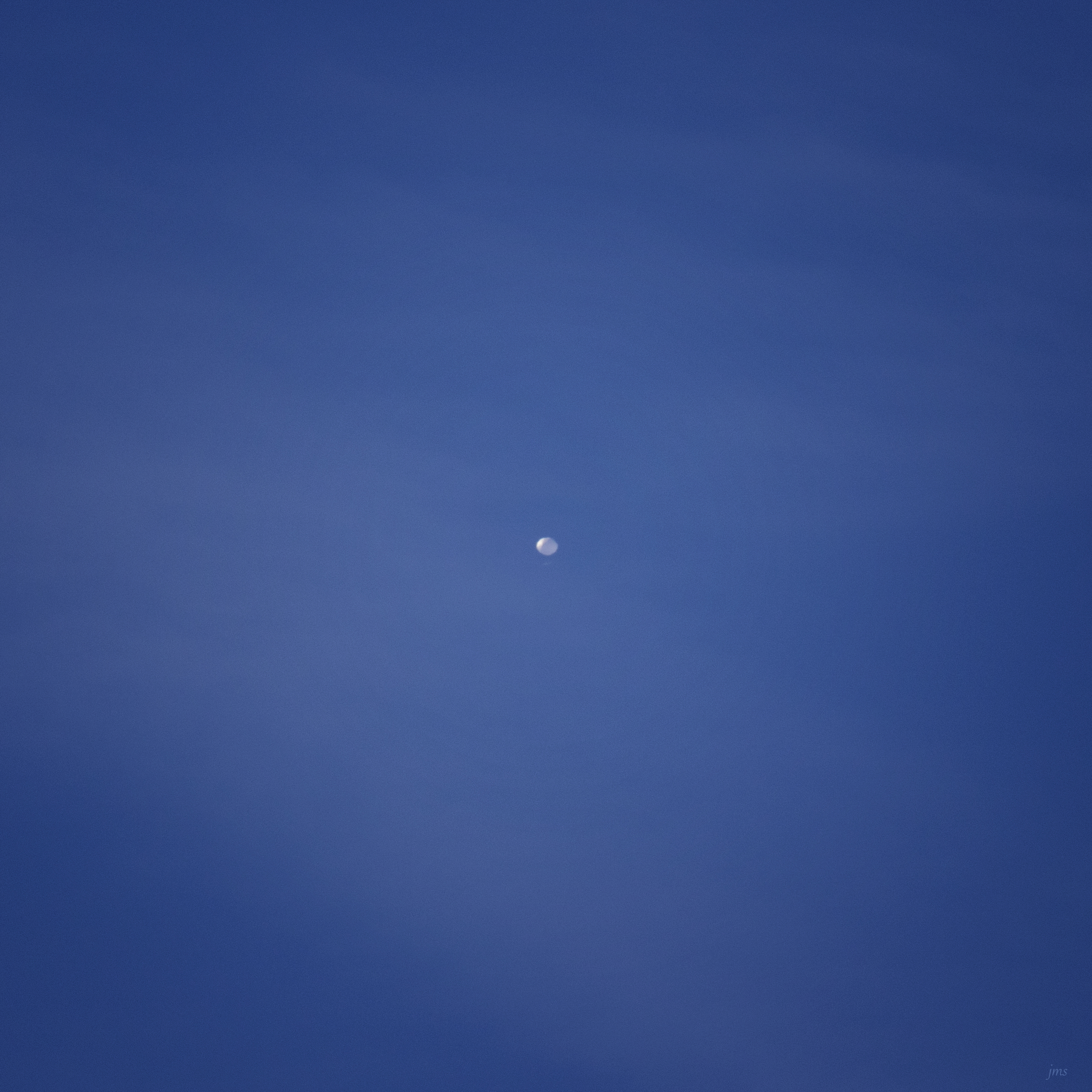
Chinese weerballon die in februari 2023 boven de VS voer
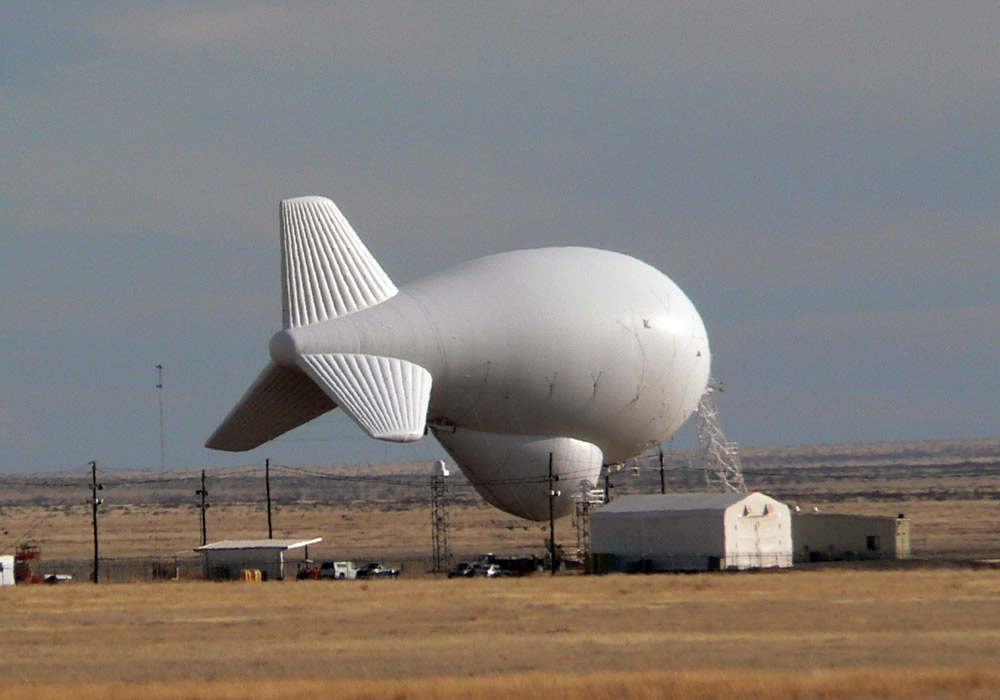
Een aerostat voor radarcontrole (Marfa, TX, VS.)

## Evenementen

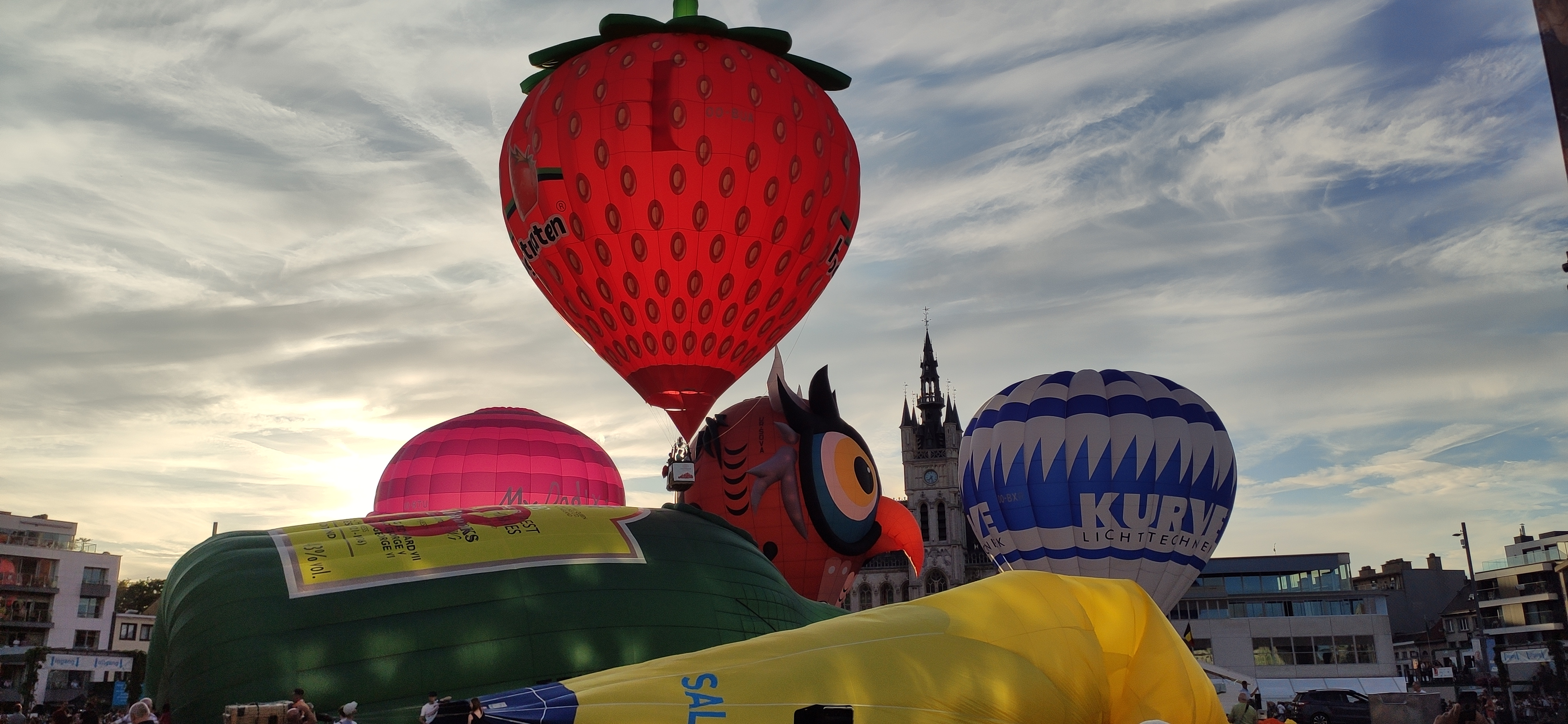
De Vredefeesten in Sint-Niklaas vallen op door de unieke opstijglocatie, namelijk de Grote Markt midden in de stad.

In Nederland worden verschillende ballonevenementen gehouden, zoals de Friese Ballonfeesten in Joure, Ballonfiësta Barneveld in Barneveld, Twente Ballooning in Oldenzaal, Breda Ballon Fiësta in Breda, Eindhoven Ballooning in Eindhoven het Ballonnenfestival in Hardenberg in Hof van Twente de Höfteballooning en De Brabantse Ballonfeesten.
België kent onder andere de Vredefeesten in Sint-Niklaas en de Ballonhappening in Waregem en Eeklo. Ook in andere landen vindt dit soort evenementen plaats, bijvoorbeeld het Bristol International Balloon Fiesta in Bristol.